# Rosa Parks
Rosa Louise McCauley, coneguda com a Rosa Parks (Tuskegee, Alabama, 4 de febrer del 1913 - Detroit, Michigan, 24 d'octubre del 2005) fou una activista estatunidenca per l'equiparació de drets civils entre blancs i negres als Estats Units.

## Biografia i lluita pels drets civils

### Joventut i formació
Rosa Parks va néixer a Tuskegee, Alabama És la filla gran d'una família de dos fills amb els pares James i Leona McCauley, respectivament fuster i mestra. Quan era petita, tenia problemes de salut, inclosa l'angina de pit crònica.
Després del divorci dels seus pares, va créixer a la granja dels seus avis materns metodistes (també porta el primer nom de Rosa en referència a la seva àvia Rose que era filla de James Percival, un irlandès, i de Mary Jane Nobles, una esclava negra.) a Pine Level prop de Montgomery, amb la seva mare i el seu germà Sylvester (nascut l'agost de 1915). Molt lligada al fet que la seva filla rebé una bona educació malgrat els obstacles per a l'escolaritat negra, la seva mare Léona va educar a la Rosa a casa fins als onze anys, després la van enviar a la Montgomery Industrial School for Girls (escola primària fundada per membres de l'American Missionary Association per a noies joves afroamericanes), a Montgomery, on viu la seva tia
Després va començar la seva educació secundària a ' Alabama State Teachers College for Negroes; més tard es convertiria en Alabama State University)), però no va poder seguir-les fins a la seva finalització, ja que va haver de tenir cura de la seva àvia i després de la seva mare, que va caure malalta
Recorda que el seu avi feia guàrdia a la nit davant de la granja contra les accions terroristes del Ku Klux Klan (KKK) La seva joventut el va fer patir ràpidament els afronts del racisme. El KKK ha cremat dues vegades l'escola a la qual assisteix, la Montgomery Industrial School for Girls Encara que Rosa Parks relata a la seva autobiografia no haver tingut una mala impressió dels blancs, relata detalls del racisme quotidià (tan viu al sud d'Amèrica) que la va marcar, com les fonts públiques reservades a blancs o negres («De petita, pensava que l'aigua de les fonts per als blancs era millor que l'aigua per als negres») o les lleis de Jim Crow

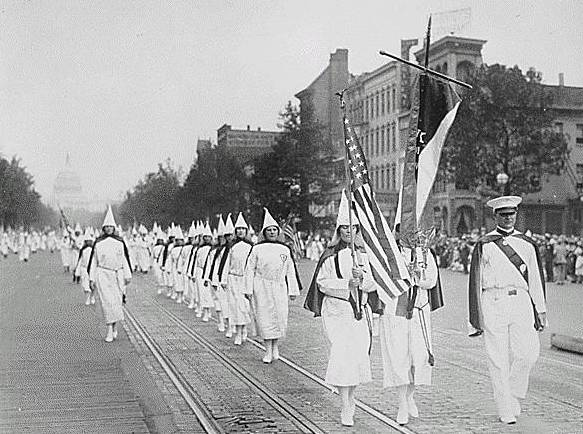
El Ku Klux Klan va marxar per Pennsylvania Avenue a Washington el 1928.

Els autobusos són un bon exemple d'aquesta segregació diària. Segurament no hi havia autobusos ni trens diferents, però trams reservats per a blancs i altres per a negres. Rosa Parks recorda, però, que el transport escolar estava prohibit als nens de color. Per anar a l'escola a Pine Level, els nens blancs agafen l'autobús mentre els altres hi caminen: Vaig veure passar l'autobús cada dia. Però per a mi, era així».

### Inicis militants

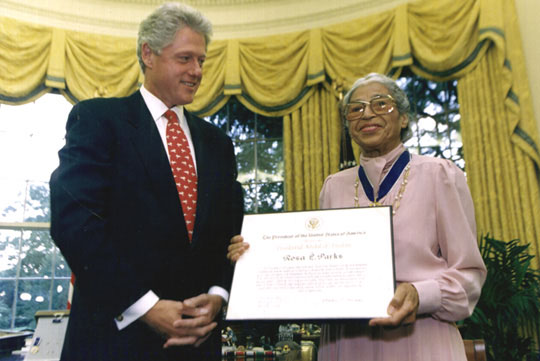
Rosa Parks i Bill Clinton

A la Dècada del 1930 va assistir a reunions del Partit Comunista dels Estats Units d'Amèrica, que aleshores era l'únic partit polític d’Alabama que s'oposava obertament a la segregació, però, contràriament als rumors dels seus detractors, maig va ser membre del Partit.
El desembre de 1932 es va casar amb Raymond Parks, un perruquer actiu en causes de drets civils i membre del capítol de la National Association for the Advancement of Colored People (NAACP) d'Alabama. També recapta diners per donar suport a un grup de joves negres, els Scottsboro Boys que estan acusats de violar dues dones blanques. Després de traslladar-se al barri de l'est de Montgomery, la va animar a acabar el batxillerat, que va completar malgrat les responsabilitats familiars el 1934, en una època en què només el 7 % dels negres obtenen aquest nivell d'estudis. El 1940, la parella Parks es va convertir en membres de la Montgomery Voters League, l'objectiu de la qual era ajudar els afroamericans a passar les proves per inscriure's a les llistes electorals.
Rosa Parks va treballar com a modista des del 1930 fins al 1955, però va treballar en diverses altres ocupacions com ajudant d'infermera, mestressa de casa o empleada en una base militar Va ser com a empleada de la base de la força aèria Maxwell, on tant la cafeteria com el transport de personal estaven desagregats, va viure una societat no segregada: «Es podria dir que [la situació] a Maxwell em va obrir els ulls».
El desembre 1943, es va unir al Moviment American Civil Rights Movement en unir-se al capítol local de la Associació nacional pel progrés de la gent de color (National Association for the Advancement of Colored People (NAACP), presidida per Edgar Nixon, on va ser escollida per actuar com a secretària Sobre el seu paper a l'associació, lamenta haver estat limitada al paper de secretària d'Edgar Nixon, per a qui el lloc de la dona és a la cuina Va mantenir aquesta funció fins al 1957 quan va abandonar la ciutat de Montgomery. Només sis mesos abans de ser arrestada, havia assistit a la Highlander Folk School, un centre d'educació que defensava els drets dels obrers i la igualtat ètnica.
El setembre 1944, la NAACP va enviar Rosa a Abbeville Alabama per investigar la violació, Recy Taylor, una jove afroamericana, per set homes blancs (A l'octubre, el cas va arribar als titulars dels Estats Units. S'identifiquen els culpables, però cap d'ells és detingut i el seu advocat ofereix una indemnització de 600 dòlars que es nega. Dues vegades es va convocar un gran jurat per pronunciar-se sobre l'acusació dels sospitosos, però ambdues vegades l'acusació va ser No s'inicia cap processament. No va ser fins al 2011 que la legislatura d'Alabama va demanar disculpes a Recy Taylor per no complir amb les seves obligacions de perseguir els crims comesos contra ella)
També és l'amant d'un parell d'activistes blancs en la causa del moviment dels drets civils, Clifford Durr. i Virginia Foster Durr, que va simpatitzar amb ella i la va animar a rebre formació en drets dels treballadors i igualtat racial al Highlander Research and Education Center també conegut com Highlander Folk High School a Monteagle, Tennessee, sis mesos abans de la seva detenció.
Com molts altres afroamericans, va quedar commocionada pel salvatge assassinat d’Emmett Till l'agost 1955. El 27 novembre 1955 (quatre dies abans de negar-se a cedir el seu seient), va anar a una gran manifestació sobre aquest assassinat a Montgomery, el principal orador del qual va ser TRM Howard, un activista dels drets civils de Mississipi, al capdavant del Consell Regional. del lideratge negre.

### Boicot a Montgomery Bus

#### Esdeveniments precursors
El 1944, el jugador de beisbol Jackie Robinson es va enfrontar a un cas semblant quan, enfrontat a un oficial de l'exèrcit a Fort Hood, Texas, es va negar a caminar fins a la part posterior de l'autobús. Robinson va ser portat davant d'un tribunal marcial, que el va absoldre
La NAACP gestiona altres casos, com el d’Irene Morgan que el 1944 es va negar a canviar de seient en un autobús segregat que viatjava de Virgínia (estat segregacionista) a Maryland (estat no segregacionista); el cas es presenta al Tribunal Suprem, com Irene Morgan v.  Commonwealth of Virginia (en). El 1946, la Cort va dictar la seva sentència, en la qual va estar d'acord amb Irene Morgan, argumentant que l'autobús travessava estats amb lleis diferents, només comptaven les lleis federals i que era impossible satisfer les lleis segregacionistes de Virgínia, perquè això hauria estat llavors un obstacle a la llibertat de circulació i a les empreses de transport Aquesta victòria trenca la sentència anterior Hall v. DeCuir Hall v. DeCuir de 1877, en què, en un cas semblant, el Tribunal Suprem havia dictaminat que quan una empresa de transport públic obria el mateix servei als seus clients blancs i de color, però en compartiments, cabanes, llocs separats, això era d'acord amb la Constitució, una sentència que havia establert la base legal per a les Lleis Jim Crow Aquesta decisió, encara que només es refereixi al transport entre Estats, suposa una violació de la legitimitat constitucional de les lleis segregacionistes i esdevé un model de lluita el desenllaç del qual serà el Browder v. Gayle arran de la negativa de Rosa Parks a canviar de lloc.
Els activistes de la NAACP comencen a preparar la defensa de Claudette Colvin, una estudiant de secundària de 15 anys matriculada a Booker T. Washington High School. El 2 de març de 1955, Colvin va ser emmanillada, arrestada i forçada a baixar d'un autobús públic després que es negués a cedir el seu seient a una dona blanca. Afirma que els seus drets constitucionals han estat vulnerats. Colvin era llavors un membre actiu del grup juvenil de la NAACP, del qual Rosa Parks n'era assessora.

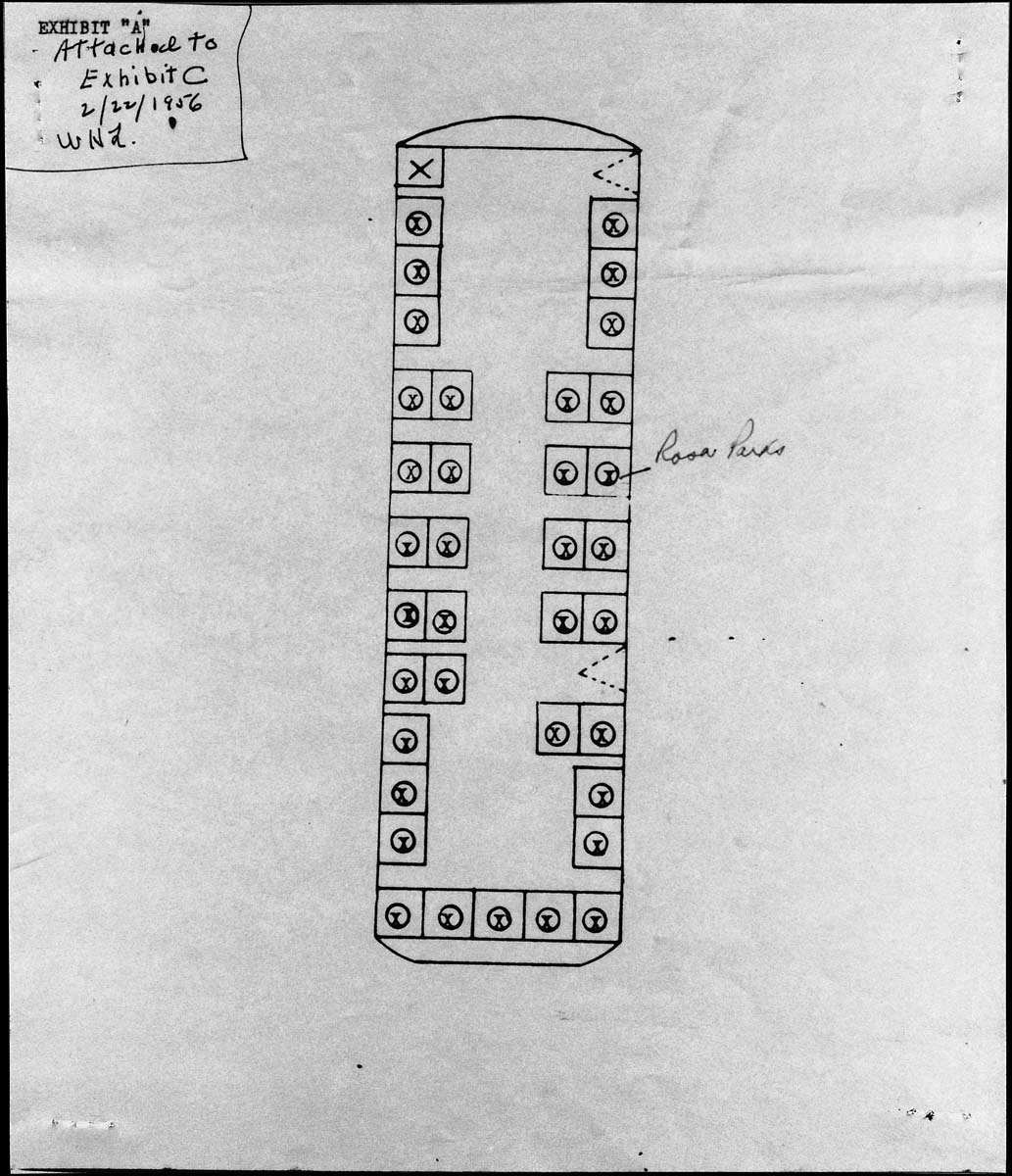
Esquema de l'interior de l'autobús en què s'asseia Rosa Parks, amb una fletxa apuntant al seu seient.

Ho recorda en Colvin: «Senyora. Parks va dir: "Fes el que sigui correcte".» Parks recapta fons per a la defensa de Colvin, però quan ED Nixon s'assabenta que està embarassada, sent que no és un símbol adequat per a la seva causa. De fet, poc després de la seva detenció, queda embarassada d'un home casat gran; aquesta transgressió moral escandalitza profundament la piadosa comunitat negra. Els seus estrategs creuen que la premsa segregacionista blanca apuntaria a l'embaràs de Colvin per desacreditar qualsevol boicot. La NAACP també ha investigat però ha desestimat altres casos abans del cas de Rosa Parks considerats insuficients per fer front a la pressió dels opositors en un xoc legal amb les lleis segregacionistes. Colvin també era coneguda per les seves lapsus verbals. La majoria dels càrrecs contra ella són retirats. Els estrategs de la NAACP continuen buscant un demandant irreprochable.
De la mateixa manera, una altra dona, Mary Louise Smith, no va ser defensada, es rumorejava que el seu pare havia estat alcohòlic. Al contrari, Rosa Parks és una de les dones més distingides de la ciutat, l'educació de la qual no pateix cap observació i, per tant, un millor estàndard per a la causa negra.
Al juny 1955, Lucille Times va tenir una discussió amb James Blake que, mentre conduïa el seu autobús, va intentar empènyer el seu cotxe a una rasa. Després d'una violenta discussió amb ell, intenta sense èxit obtenir el suport d'Edgar Nixon o la premsa local. Així que decideix organitzar ella mateixa un boicot a l'autobús de Montgomery. Durant sis mesos, va transportar gent al seu cotxe

#### Boicot a Montgomery
Rosa Parks es va convertir en un important personatge històric quan l'1 de desembre del 1955, a la localitat de Montgomery (Alabama), va refusar d'obeir l'ordre de James Blake, un conductor d'autobús, d'asseure's a la part del darrere del vehicle per tal de deixar lloc per als blancs (un mandat de les lleis Jim Crow). Parks va seure a la primera filera de la part posterior de l'autobús, a la secció específicament indicada per als blancs. Va ser arrestada, jutjada i sentenciada per la seva conducta, a més de desobeir un encarregat oficial.

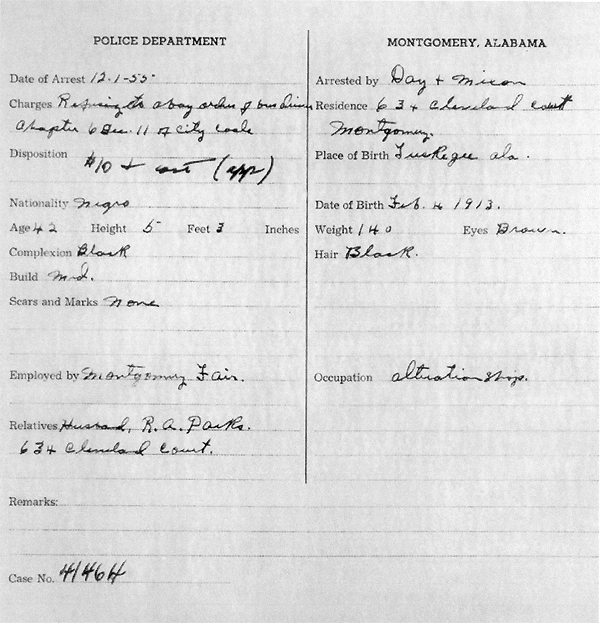
Informe policial sobre Rosa Parks de l'1 de desembre de 1955, pàgina 2.

Als autobusos de Montgomery, les quatre primeres files estan reservades per als blancs. Els negres, que representen les tres quartes parts dels usuaris, han de seure al darrere. No obstant això, poden utilitzar la zona central, fins que els blancs ho necessitin; llavors han de cedir el pas i anar al darrere, o deixar l'autobús. Si aquests seients estan ocupats, els negres han de comprar el seu bitllet al davant, però han de sortir abans de tornar a entrar per la porta posterior de l'autobús per accedir als seients assignats.
Durant anys, la comunitat negra s'havia queixat de la situació i Parks no és una excepció: «La meva resistència a aquest maltractament a l'autobús no va començar amb aquesta detenció. Vaig molt a comprar a Montgomery» va fer que fos una experiència pública un dia plujós del novembre de 1943, quan el conductor d'autobús James Blake, com de costum, li va demanar que pagués la seva tarifa per davant, que baixés i tornés a entrar per la porta del darrere. En veure que la gent està bloquejant l'accés per darrere, decideix anar directament al fons. Blake, furiós, amb la mà al seu revòlver, l'agafa per tirar-la endavant. Aleshores deixa caure la bossa intencionadament i s'asseu un moment en un seient reservat als passatgers blancs per recuperar-lo. Blake amb prou feines li deixa temps per baixar de l'autobús, que torna a posar-se en marxa. Rosa Parks camina més de vuit quilòmetres sota la pluja. Irònicament, serà el mateix conductor l’1 de desembre de 1955.. Aquell dia de 1955, sembla que no tenia premeditat el seu gest, però un cop decidit, ho assumeix completament. També afirma a la seva autobiografia (que va publicar amb James Haskins el 1992):
| «                          | La gent ha dit una vegada i una altra que aquell dia no em vaig rendir perquè estava cansada, però això no és cert. No estava especialment cansada físicament, com qualsevol altre dia després d'un dia de feina. No era tan gran, tot i que la gent encara em veu com una petita àvia. Jo tenia 42 anys. Però si hi havia alguna cosa que em va cansar, va ser la inclinació. | » |
| — Rosa Parks, Mon Histoire | |   |

És arrestada, jutjada i acusada de desordres públics, així com de violació de les lleis locals. Va contactar per telèfon amb l'advocat Edgar Nixon, membre del capítol de Montgomery de la NAACP. Encara que furiós pel tracte reservat a Parks, de seguida veu l'interès simbòlic de la lluita que s'ha de fer. Truca a un advocat blanc, Clifford Durr, que accepta impugnar la llei de segregació de la qual és víctima Rosa Parks.
La nit següent, cinquanta líders de la comunitat afroamericana, encapçalats per un aleshores poc conegut ministre baptista, Martin Luther King, es van reunir a l’església baptista de Dexter Avenue per discutir les accions a prendre per la detenció de Rosa Parks. Allà van fundar la Montgomery Improvement Association, on van escollir King com a president. Allà va popularitzar les teories de la no-violència i la desobediència civil. El moviment té tres reivindicacions immediates:
1. que els blancs i els negres puguin seure on vulguin a l'autobús;

1. els conductors siguin més cortesos amb totes les persones;

1. que es contractin conductors negres.

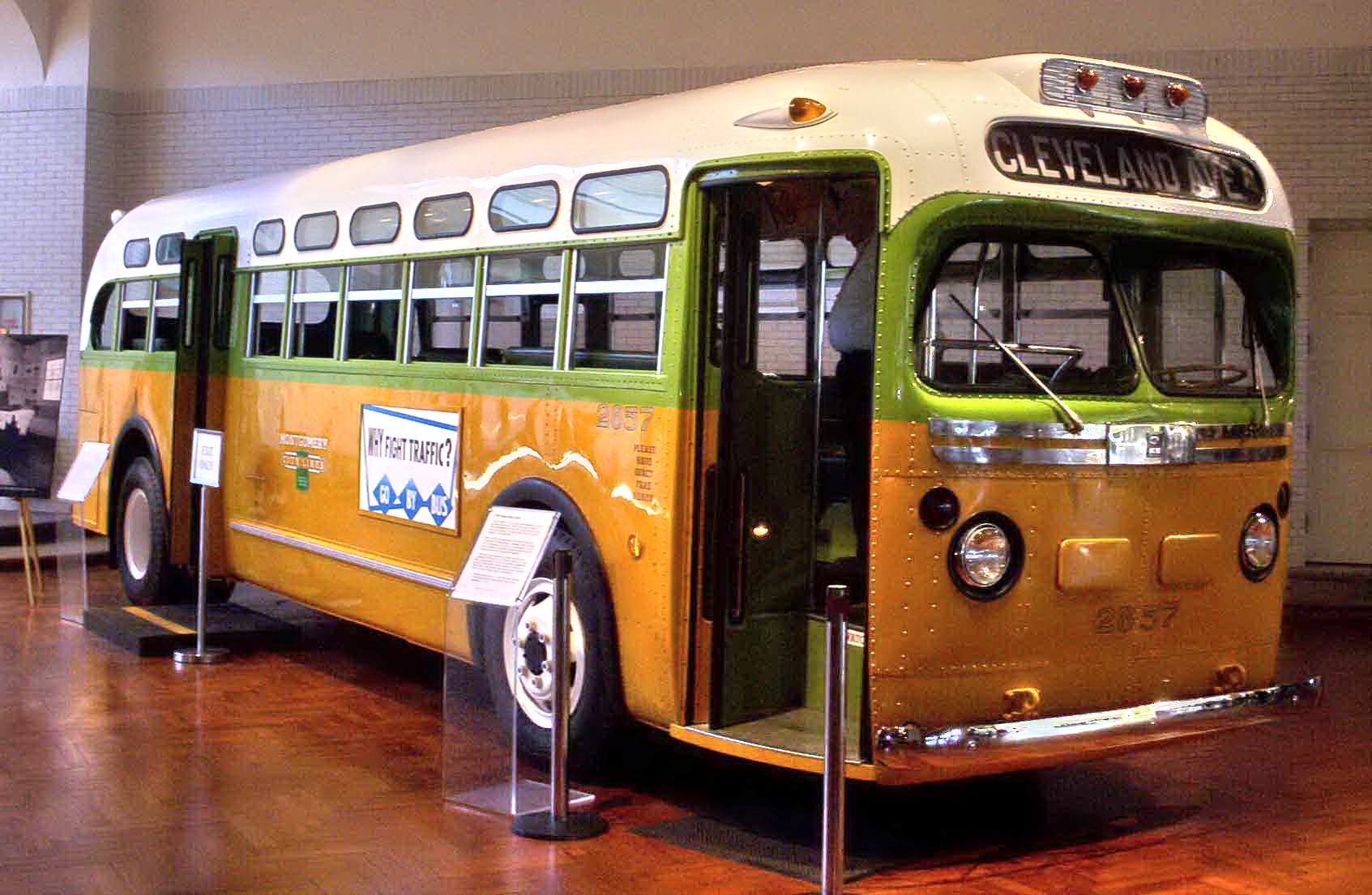
L'autobús al qual va pujar Rosa Parks l’1 de desembre de 1955 ara s'exhibeix al Museu Henry Ford de Dearborn, Michigan.

El següent pas va ser el boicot del servei de transports públics de Montgomery. Tota la comunitat negra va boicotejar els autobusos públics durant 381 dies. Dotzenes d'autobusos públics varen romandre aturats durant mesos fins que la llei que requeria la segregació racial als autobusos públics va ser eliminada. Aquest precís fet va dur a moltes altres protestes contra aquesta segregació.
Amb el seu paper iniciant el boicot, Rosa Parks va fer que molts altres estatunidencs fossin conscients de la lluita pels drets civils. El Dr. King va escriure el 1958:
| «                                           | L'arrest de la senyora Parks va ser el factor desencadenant més que la raó de la protesta. La raó es troba profundament implícita en el recompte d'injustícies similars. De fet, ningú pot entendre l'acció de la senyora Parks si no és adonant-se que hi ha un moment en què s'ha de dir prou, en el qual la personalitat humana crida "Ja no puc més". | » |
| — Martin Luther King, Stride toward freedom | |   |

El dia abans del judici, es van repartir 35.000 fulls que instaven els negres a no agafar els autobusos el dilluns 5 desembre 1955. El lema el recull els dilluns The Montgomery Advertiser, el diari local negre. La consigna es renova després d'una reunió a l'església. Aquest és l'inici del boicot dels autobusos de Montgomery; dura 381 dies. Desenes d'autobusos públics romanen a la cotxera durant mesos fins que s'aixequi la llei de segregació dels autobusos públics. La majoria camina a peu; els taxis conduïts per negres fan viatges amb tarifa d'autobús (10 centaus). Uns quants blancs s'hi uneixen, de vegades per ideologia, de vegades simplement perquè necessiten que els seus empleats negres vinguin a treballar. Entre ells, el pastor blanc Robert Graetz va ser detingut breument durant mitja hora, i un policia va anar a donar una conferència sobre la Bíblia com a base de la segregació racial, però el jutge es va negar a acusar-lo i va ser alliberat. A poc a poc, gràcies en part al ressò internacional del moviment, van començar a arribar els fons que van permetre posar en marxa un servei d'autobús paral·lel, o més modestament comprar parells de sabates. Es perpetran actes violents, inincloses explosions a les cases de Martin Luther King i de l'advocat Edgar Nixon. Es registren moltes vexacions contra els negres. Fidel a la seva estratègia, King demana no respondre a aquests actes. Aquest moviment va provocar moltes altres protestes contra la segregació realitzada als Estats Units.
A través del seu paper d'iniciadora del boicot, Rosa Parks contribueix a la presa de consciència dels nord-americans en la lluita pels drets civils. King escriu al seu llibre Stride Toward Freedom, que va aparèixer el 1958: «La detenció de la Sra. Parks va ser el detonant més que la causa de les protestes».

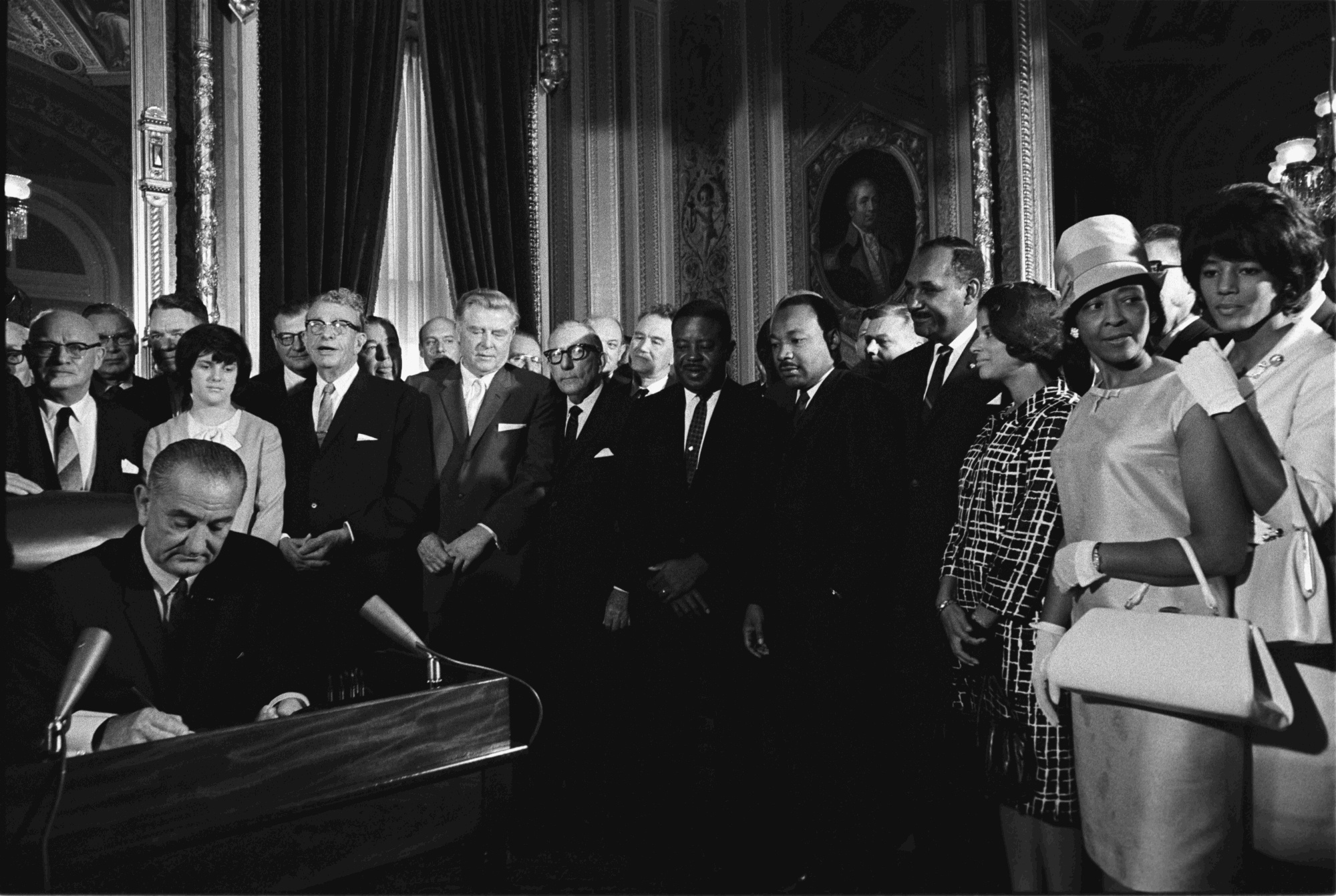
Rosa Parks, Martin Luther King i altres membres del moviment dels drets civils en la signatura de la Voting Rights Act de 1965 per Lyndon B. Johnson a la rotonda del Capitoli.

Finalment, el 13 de novembre de 1956, el Tribunal Suprem dels Estats Units va dictaminar a Browder v. Gayle que la segregació dels autobusos és inconstitucional. La notícia no va arribar a Montgomery fins al 20 de desembre de 1955. El boicot acaba l'endemà.
anmateix, la violència continua amb tiroteigs contra autobusos i la casa de Luther King, i explosions contra esglésies freqüentades per negres. Si s'ha abolit la segregació als autobusos estatals, aquest encara no és el cas de les connexions interestatals. Un grup de joves va trobar el Freedom Ride, però al cap d'uns dies un d'aquests autobusos va ser aturat pel KKK; els seus ocupants són colpejats i el vehicle incendiat. No va ser fins al 1964 que les lleis segregacionistes Jim Crow van ser derogades per la Civil Rights Act de 1964 que prohibia totes les formes de segregació en llocs públics, després el 1965 per la Voting Rights Act, que va abolir les proves i els impostos per fer-se elector.

### Treball pels drets civils
Tot seguit, Parks es va consolidar com una icona del moviment pels drets civils. Incapaç de trobar feina i davant el consell de la seva família, que patia per la seva seguretat personal, el 1957 es va traslladar a Hampton, Virgínia i d'allà a la ciutat de Detroit, Michigan. Hi va treballar com a teixidora fins que va ingressar a l'oficina del representant John Conyers (diputat per Michigan), on va treballar des del 1965 fins al 1988.
L'Institut Rosa i Raymond Parks pel Propi Desenvolupament (Rosa and Raymond Parks Institute for Self Development) fou fundat per la mateixa Rosa Parks i per Elaine Eason Steele en honor del seu marit Raymond. L'institut posa en marxa rutes turístiques amb autobús que introdueixen el jovent en el món dels drets civils. Durant un viatge l'any 1997, l'autobús caigué en un riu i Adisa Foluke, anomenada la neta adoptiva de Rosa Parks, hi morí i molts d'altres patiren algunes ferides.
Va servir com a membre del consell de la Federació per a la Planificació Familiar d'Amèrica.
L’octubre de 1995 va participar en el Million Man March, que va aplegar més d'un milió de negres a Washington.
Els seus últims anys van ser difícils. Va ser hospitalitzada després d'un atracament comes el 30 d'agost de 1994 per un jove de 28 anys, Joseph Skipper, que li va robar 53 dòlars. Va ser condemnat el 8 agost 1995 a quinze anys de presó. Rosa Parks el va perdonar parcialment, ja que desitjava que es pogués redimir i no anar a la presó. Al final de la seva vida, té dificultats per pagar el lloguer i ha de demanar l'ajuda de la seva església, perquè el propietari interrompi el procés judicial.

### Mort i funeral
Rosa Parks va residir a Detroit fins a la seva mort el 24 d'octubre de 2005. Des de 2004, patia una malaltia neurodegenerativa.

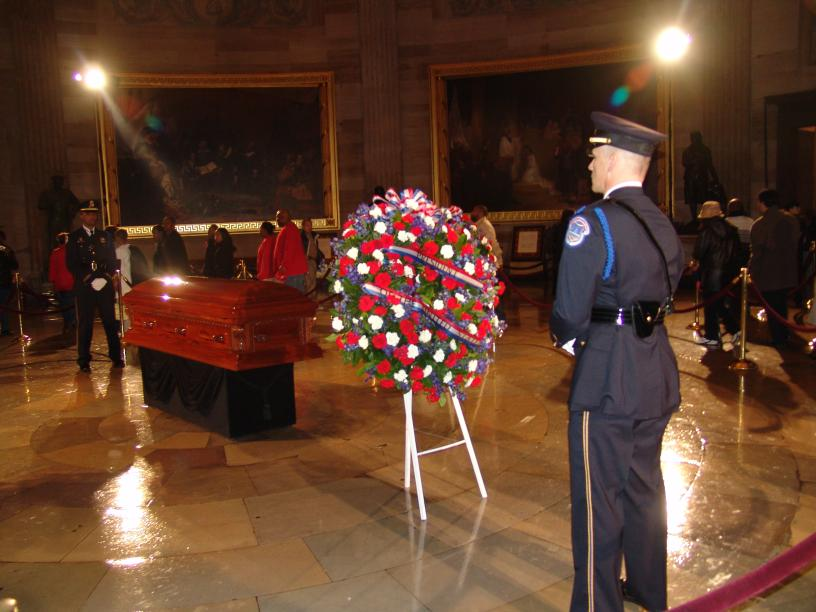
El taüt de Rosa Parks exposat a la rotonda del Capitoli dels Estats Units el 30 octubre 2005.

Després de la seva mort, el conjunt de la classe política li ret homenatge. El president George W. Bush honra la seva memòria en un discurs televisat i les seves restes romanen exposades durant dos dies a la rotonda del Capitoli per a un homenatge públic. Un privilegi reservat habitualment a polítics i soldats, Rosa Parks és la 31 persona després de l'expresident Ronald Reagan el juny de 2004 i la primera dona a rebre aquest honor. També és la segona personalitat negra (la primera va ser Jacob J. Chestnut) i la segona persona no governamental (la primera va ser el francès Pierre L'Enfant l'any 1909) a rebre aquest homenatge del govern federal.
El seu taüt es va exposar després al Charles H. Wright Museum of African American History del 31 octubre al 2 novembre 2005; 700.000 persones vénen a presentar els seus respectes.
Milers de persones van assistir al seu funeral al Greater Grace Temple de Detroit el 2 novembre. Es calcula que uns 60.000 nord-americans presenten els seus respectes en els primers dies després del seu enterrament al seu estat natal d’Alabama i a Washington. Hi assisteixen moltes figures destacades, com l'expresident Bill Clinton, la senadora de Nova York Hillary Clinton, el pastor baptista i activista pels drets civils Jesse Jackson, congressistes negres i líders del moviment dels drets civils. La cantant Aretha Franklin canta en aquesta ocasió. El president estatunidenc decreta la baixada de totes les banderes el dia del seu funeral. El cotxe fúnebre és seguit per un autobús dels anys 50 cobert amb un sudari negre.
Quan va morir, l'autobús en què havia estat detinguda Rosa Parks va quedar cobert amb un sudari vermell i negre fins al funeral oficial. Finalment, els primers llocs dels autobusos de Montgomery romanen vacants fins al dia del seu enterrament. Estan coberts amb una fotografia de Rosa Parks envoltada d'una cinta negra que porta la següent inscripció: «La companyia d'autobusos RTA ret homenatge a la dona que es va quedar dempeus mentre romania asseguda».
Rosa Parks està enterrada en una capella mortuori al Woodlawn Cemetery (Detroit, Michigan), una capella construïda el 1905 per l'arquitecte Albert Kahn, que va ser restaurada el 1999 i rebatejada com Rosa Parks Memorial Mausoleum el 2005.

## Llegat
Rosa Parks ha estat votada en un procés participatiu realitzat al març del 2010 a Palafrugell de dones que mereixen un carrer.